# Changesite-(Y)
Changesite-(Y), cuja fórmula química é (Ca8Y)□Fe2+(PO4)7, é um mineral incolor transparente que forma colunas de cristais encontradas em partículas de basalto na lua. Ele é membro das merrillites, do grupo dos fosfatos minerais.

## História
Changesite-(Y) foi nomeado em homenagem a Chang'e, a deusa da lua na mitologia chinesa. a Chang'e 5, a quinta missão do Programa Chinês de Exploração Lunar, foi a primeira missão chinesa a retornar com amostras da lua. Em 9 de setembro de 2022, a Administração Espacial Nacional da China e a Autoridade Chinesa de Energia Atômica anunciaram em Pequim que o Changesite-(Y) foi descoberto por cientistas do Instituto de Pesquisas de Geologia em Urânio de Pequim entre as amostras coletadas pela missão robótica, e o mineral foi aprovado pela Comissão de Nomenclatura e Classificação de Novos Minerais da Associação Internacional de Mineralogia.

### Aplicações
Changesite-(Y) contém hélio-3, que é usado para abastecer reatores de fusão nuclear.